# Lanterne des morts de Sarlat
La lanterne des morts est une chapelle sépulcrale située à Sarlat-la-Canéda en Périgord, dans le département français de la Dordogne en région Nouvelle-Aquitaine.

## Historique
La lanterne des morts de Sarlat a été probablement construite dans le dernier tiers du XIIe siècle, vers 1180, dans le cimetière Saint-Benoît, derrière le chevet de la cathédrale Saint-Sacerdos.
Cet édifice a aussi été appelé Tour des Maures.
Jean Tarde, dans sa Chronique a rapporté la légende selon laquelle saint Bernard venu à Sarlat en 1147, aurait béni des pains dont la vertu miraculeuse guérissait les malades qui s'en nourrissaient. La lanterne aurait été construite pour commémorer son passage. Cette légende lui a valu aussi le nom de tour Saint-Bernard.
Au XVIIe siècle, on a perdu le souvenir de l'usage de cet édifice et on s'interroge sur son utilité. Sa destination est devenue énigmatique. En 1693, le chanoine de Gérard a écrit à Mabillon : « On ne sait ce que c'est ». Pour certains historiens, la présence de longues et étroites ouvertures en plein cintre semblent destinées à laisser passer la lumière. Ce serait une lanterne des morts, c’est-à-dire un bâtiment dans lequel on hisse une lampe allumée pour guider l'âme des défunts. D'autres voient dans la pièce du premier niveau une chapelle servant de dépositoire des morts. On pouvait alors accéder au second niveau par une échelle pour y déposer une lanterne.
Jean Tarde indique dans sa Chronique qu'en 1561, Jean del Peyrat a été enseveli « dans le fanal du cimetière qui est dans une chapelle faicte en dôme par le dedans et en pyramide par le dehors, size au milieu du cimetière ».
On ne peut retrouver la signification de cette tour-lanterne de deux étages qu'en considérant la liturgie pascale du XIIe siècle qu'on suivait dans une abbaye dédiée au Sauveur depuis sa fondation jusqu'en 1317. La tour-lanterne serait une interprétation du dôme du Saint-Sépulcre de Jérusalem tel qu'il était représenté depuis le IVe siècle : une tour circulaire, avec une porte au premier niveau donnant accès au Tombeau du Christ, et un second niveau coiffé d'un baldaquin à 12 colonnes. Le jour de Pâques, les moines y venaient en procession pour accomplir la liturgie de la « visite au Tombeau ». Les moines pouvaient alors s'asseoir sur le banc en exèdre pour méditer sur la Résurrection.
L'édifice a probablement été rénové avant le XIXe siècle, mais aucune note ne permet de préciser les travaux qui ont été entrepris. Au XIXe siècle, Paul Abadie, architecte diocésain, écrit à l'inspecteur général des monuments historiques, le 15 février 1848, un long rapport avec un croquis et un plan du « monument sépulcral de Sarlat ». Il demande de faire des fouilles et qu'on déplace le « dépôt de poudre » que la municipalité avait logé dans « l'un des plus rares et des plus curieux monuments que nous possédions ». En 1852, il écrit une courte lettre au ministre dans laquelle il précise  que l'édifice est sur un terrain concédé à une communauté religieuse et que celle-ci envisage d'ouvrir une porte à l'est et d'en aveugler celle de l'ouest. Il demande que la commune de Sarlat se réserve la propriété du terrain ainsi qu'une bande de terrain de 3 mètres autour pour que la communauté religieuse ne puisse le revendiquer.
L'architecte Henri Rapine a déposé un devis détaillé de travaux le 30 juillet 1894 pour le rechaussement du pied des murs, le remaniement et le rejointement de la partie conique, la retouche des bandeaux, le débouchage des trois fenêtres basses, d'une fenêtre haute et de la porte, un lessivage de 70 m2 et la pose de trois vitraux pour une somme de 3 165,64 F. Le marché n'a été approuvé que le 22 juillet 1905. Jean Secret remarque que dans la réception des travaux, la restauration de la voûte de la salle basse, qui semble pourtant avoir été partiellement relancée, n'est pas mentionnée.

## Architecture
La lanterne des morts de Sarlat-la-Canéda est un monument bien conservé.
L'édifice est circulaire et comprend deux niveaux :
- au niveau inférieur :la salle circulaire est couverte d'une voûte très bombée formée de six voûtains supportés par six branches d'ogives formées de trois tores ne présentant aucune saillie les uns sur les autres et réunis autour d'une clé décorée de l'agneau pascal. Les nervures reposent sur des colonnettes engagées en amande et dont les chapiteaux sont garnis de feuilles d'eau disposées sous un tailloir élevé. Six arcs formerets en plein cintre relient les bases des nervures d'ogives. La voûte est percée près de la clé d'un trou circulaire de 20 cm. On accède à cette pièce par un portail sous un arc brisé située à l'ouest. Trois fenêtres en plein cintre montées sur des gradins éclairent l'intérieur. À l'extérieur, un bandeau taluté posé sur des modillons indiquent la séparation entre les deux étages de la tour-lanterne.
- au niveau supérieur, on se trouve une chambre close, légèrement tronconique, éclairée par quatre baies étroites en plein cintre à linteau échancré, et au nord-est, une petite porte rectangulaire permettant d'accéder à l'extrados de la voûte du premier niveau, donc à la chambre supérieure. La chambre est coiffée d'un cône terminal légèrement galbé et décoré extérieurement de quatre bandeaux toriques étagés.

## Protection
La lanterne des morts, le cimetière Saint-Benoît et les enfeus ont fait l'objet d'un classement au titre des monuments historiques le 22 novembre 1981.

## Galerie d'images

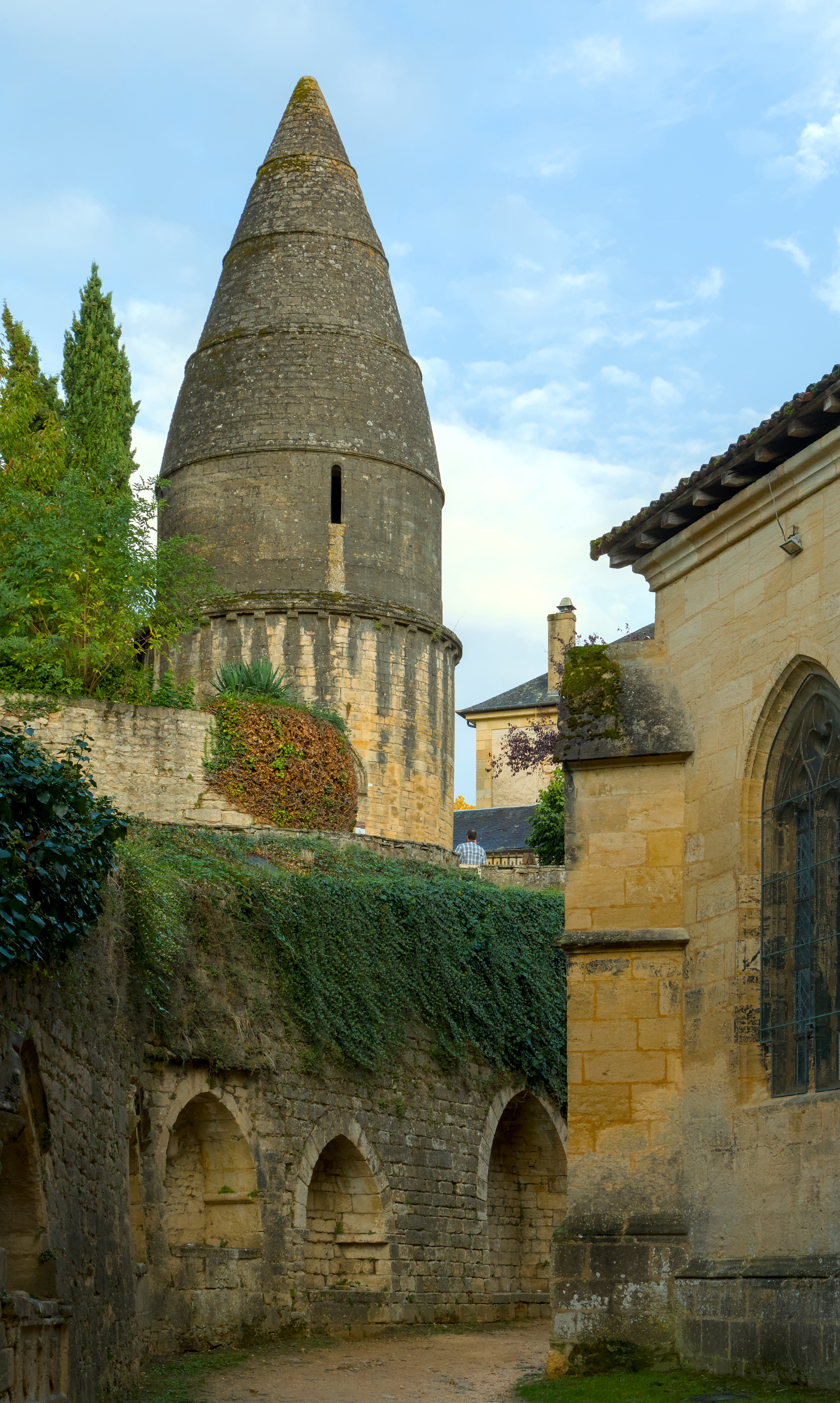
Le chevet de la cathédrale, les enfeus et la lanterne des morts
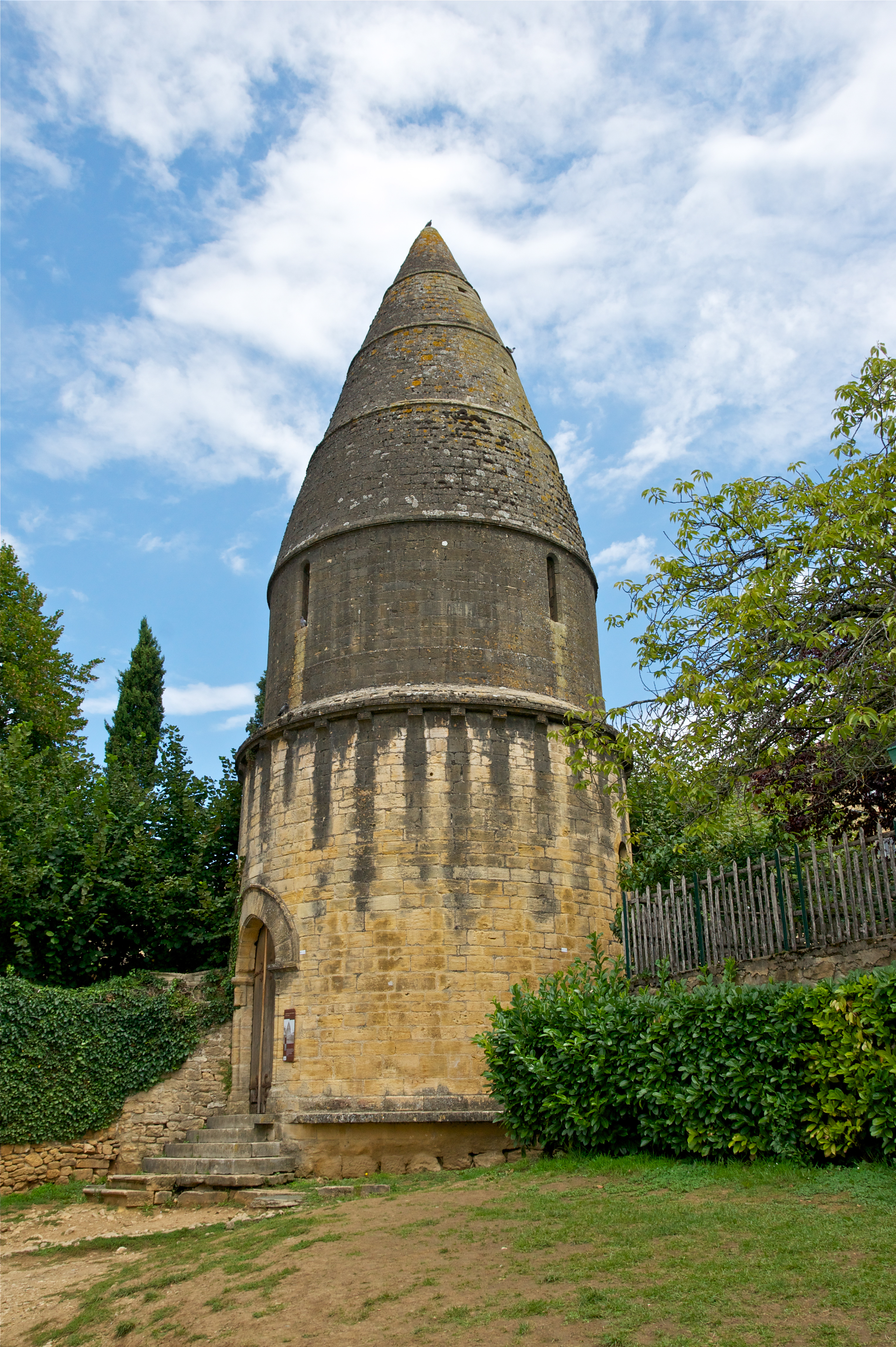
Vue de la tour-lanterne